# Santuario di Santa Maria a Parete

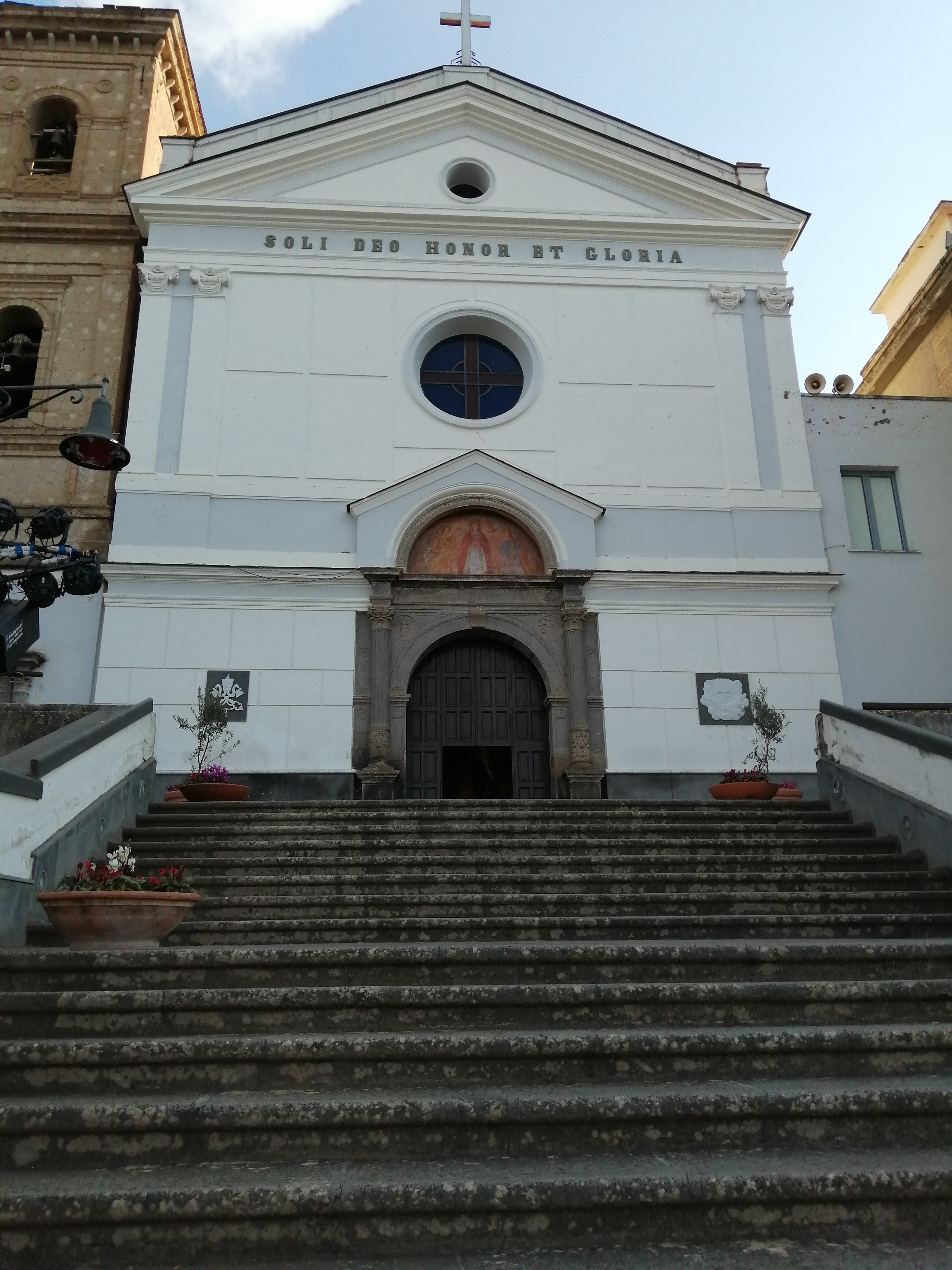
Facciata del santuario di Santa Maria a Parete, a Liveri (basilica minore)

Il santuario di Santa Maria a Parete si trova a Liveri (NA), ed è dedicato alla Beata Vergine Maria, che vi è venerata con l'omonimo appellativo.

## Storia
Secondo la tradizione la Vergine sarebbe apparsa nel 1514 alla pastorella Autilia Scala. Inizialmente la veggente non fu creduta, ma successivamente la Madonna le avrebbe lasciato un segno luminoso sul volto, per cui tutti le avevano creduto, cercando e trovando nel punto indicato dalla giovane un'immagine bizantina del IX secolo, raffigurante la Vergine con due angeli ai lati.

## Descrizione
L'affresco su pietra è conservato nel santuario, cui si accede attraverso una grande e suggestiva scalinata in piperno. L'edificio fu costruito nel XVII secolo intorno al tempietto originario, su progetto di Giovanni Paolo di Ambrogio di San Severino. La pianta è a croce greca con una sola navata, la facciata è decorata con colonne corinzie. All'interno è presente un piccolo tempio, nel quale è conservato l'affresco mariano. A sinistra del santuario vi è un piccolo chiostro con annesso un museo. Di fronte al tempietto mariano si trova un organo a canne, con tre tastiere e trasmissione elettrica.
In chiesa sono conservati due polittici firmati da Francesco da Tolentino, uno con l'Adorazione dei Magi e la Deposizione, l'altro con la Madonna col Bambino e i Santi Antonio Abate e Barbara, datati 1525, e una Crocifissione, datata 1530.